# Nåtö sund
Nåtö sund är ett sund i Åland (Finland). Det ligger i den södra delen av landskapet, 7 km söder om huvudstaden Mariehamn.